# Zaginiony skarb Wielkiego Kanionu
Zaginiony skarb Wielkiego Kanionu (ang. The Lost Treasure of the Grand Canyon) – kanadyjski film przygodowy z 2008 roku w reżyserii Farhada Manna. Wyprodukowany przez Anchor Bay Entertainment.

## Fabuła
Początek XX wieku. Susan (Shannen Doherty) organizuje ekipę poszukiwawczą. Razem z wybranymi osobami rusza tropem zaginionej wyprawy swojego ojca. Badacze odnajdują wciąż zamieszkałe azteckie miasto. Muszą stawić czoło żyjącym tam wojownikom.

## Obsada
- Michael Shanks jako Jacob Thain
- Shannen Doherty jako Susan Jordan
- J.R. Bourne jako Marco Langford
- Toby Berner jako Steward Dunbar
- Heather Doerksen jako Hildy Wainwright
- Duncan Fraser jako doktor Samuel Jordon
- Peter New jako Isaac Preston